# Katiali
Katiali  est une sous-préfecture du département de Mbengué, dans la région de Poro, district des Savanes. Située à l'extrême nord du pays, elle est un chef-lieu de commune. Katiali était une commune jusqu'en mars 2012, elle fait partie des 1126 communes du pays qui ont été abolies. En 2014, la population de la sous-préfecture de Katiali était de 8 861 habitants.

## Géographie

### Situation
Katiali est située à la latitude 9° 49′ 16″ nord et à la longitude 5° 55′ 59″ ouest, s'étend sur une superficie d'environ 1,87 km2.

### Flore
Katiali se trouve au nord de la Côte d'Ivoire, sur un relief plat, avec d'importants villages autour d'elle. Katiali est recouverte d'une savane arborée d'où la présence de plantations de Cotonnier et d'anacardier.

### Village
Les 5 villages de la sous-préfecture de Katiali et leur population en 2014 sont :
- Bodonon (624) ;
- Katiali (8 861) ;
- Kolokpo (426) ;
- Komon (477) ;
- Lougnouble (242).

### Climat
Katiali possède un climat de savane avec hiver sec (Aw) selon la classification de Köppen. Les précipitations à Katiali sont beaucoup plus importantes en été qu'elles ne le sont en hiver. Sur l'année, la température moyenne à Katiali est de 27°C et les précipitations sont en moyenne de 951.4 mm.
À titre de comparaison à Yamoussoukro, la température moyenne annuelle est de 26.6°C et les précipitations sont en moyenne de 745.4 mm.

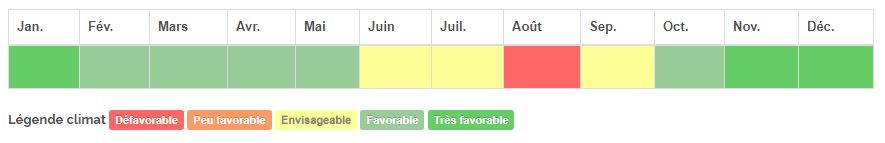
Carte Climat

## Histoire

### Fondation
Katiali a été fondée par un chasseur qui avait sa maison sur le site de Kafoungo. Un jour, il a reçu la visite d'un autre chasseur qui constata que la maison était " tchali " c'est-à-dire renversé, ce qu'il signifia au propriétaire qui annonça sur le champ que son village aura pour nom " Katchali ". Comme le second chasseur demanda à s'installer sur le site, le premier lui donna place sur le site de Diabatera, et lui dira d'orienter la porte de sa maison vers lui pour lui permettre de constater, à son réveil, que tout va bien chez son voisin. En fait, le deuxième chasseur était un diabaté. Les forgerons, les Sylla, les Koné et les Traoré sont arrivés après. Péguédala aurait été fondé par un fils du chef de village. Il faut dire que le premier chasseur était un Silué. Reste Sédionkaha qui était un village à part entière, et qui avait pour nom Ségbanra et était habité par des Silué. Après les guerres qu'ils se sont livrés, les habitants de Ségbanra ont été accueillis à Katiali au nom de " la fraternité ", leurs maisons ayant été brûlées par une tourterelle. Donc les gens de Ségbanra conduits par Sédion (d'où le nom de Sédionkaha) ont intégré des habitations préalablement construites par les Silué de Katiali sur le site actuel. Pour partager les responsabilités, le chef de Katiali a décidé que l'intronisation du chef de village sera l'affaire des Diabaté et cette clause est respectée jusqu'aujourd'hui.

## Économie
La région est essentiellement consacrée à la culture du coton, principale richesse du nord de la Côte d'Ivoire, au point d'y avoir été qualifié d'« or blanc ». À ces cultures, s'ajoutent certaines cultures vivrières et maréchaires ainsi que la culture de l'anacarde.

## Éducation
| Enseignement primaire - École primaire Publique | Enseignement secondaire - Collège moderne |

Katiali est dotée d'un collège moderne dont l'inauguration a été faite par le député Coulibaly Ali Kader, le jeudi 17 octobre 2019.